# Mark I (танк)
Mark I — британський важкий танк періоду Першої світової війни. Розроблений у 1916 році, він був родоначальником родини важких танків, що мали характерний зовнішній вигляд у формі ромбоїда. Всього було виготовлено 150 машин, а з 1917 року випускався більш досконалий Mark IV.
Танк виготовлявся у двох варіантах: «самець», що мав дві 57-мм гармати в спонсонах на бортах і кілька кулеметів, і «самиця» з повністю кулеметним озброєнням.
Перший в історії танк, що використовувався в військових діях: 15 вересня 1916 року 49 танків узяли участь у боях за Флер і Курселетт (частина битви на Соммі).

## Історія створення й виробництва
До початку 1915 року Перша світова війна почала входити в позиційну стадію. З обох сторін фронту противники зарились у землю, окутались рядами колючого дроту та ощетинились кулеметами. Будь-яка атака коштувала величезних втрат, незпівставних з досягнутими результатами. Значна кількість військових розуміли, що броньовані бойові машини могли б вирішити цю проблему. До того ж, на фронтах уже діяли численні й досить різнорідні бронеавтомобілі, успіхи яких лише підтверджували вищезгадане висловлювання. Одначе, прохідність важких броньовиків була незадовільною.
Серед іншого, військові інженери пропонували використовувати замість колісного автомобільного шасі гусеничне. Трактори з гусеничним рушієм до того часу вже активно виготовлялись в різних країнах (переважно в США), і їх технології, в цілому, були відпрацьовані. У військові інститути Великої Британії почали надходити проекти різноманітних бойових машин на гусеничному ходу. Так, ще у листопаді 1914 року керуючий пороховою компанією в Чильворті капітан Таллок направив до Комітету імперської оборони пропозицію про будівництво якогось «сухопутного крейсера». У грудні того ж року адмірал Бекон розробив «мостовий трактор для подолання загороджень», а ще трохи пізніше комодор Мюррей Суеттер спробував просунути самохідний піхотний броньовий щит на гусеничній платформі розробки компанії «Педрейл Транспорт». Останній проект навіть був випробуваний у лютому 1915 року, хоча і в дуже загальному вигляді (трактор «Педрейл Транспорт» зі щитом), і за результатами випробувань визнаний безперспективним.
У підсумку, навесні 1915 року при британському Адміралтействі був створений спеціалізований «Комітет із сухопутних кораблів». Створення цього інституту курувала Військово-морська авіаційна служба (Royal Naval Air Service, скор. RNAS), яка була дуже зацікавлена в броньованих бойових машинах для охорони своїх континентальних берегових баз. Головою комітету став директор Управління морського будівництва Юстас Теннісон Д'Енкур.
Рішення про будівництво танків було прийняте в 1915 році, остаточно перша модель танка (танком, тобто «баком» її назвали для того, щоб дезінформувати противника при перевезенні залізницею) була готова в 1916 році, коли пройшла випробування і перше замовлення на 100 машин надійшло у виробництво. Це був танк Mk.1 — досить недосконала бойова машина, що випускалася в двох модифікаціях — «самка» (англ. Female) (тільки з кулеметним озброєнням) і «самець» (англ. Male) (кулемети і дві 57-мм гармати).

## Опис конструкції
Mark I мав незвичайну ромбоподібну форму, яка повинна була дати найбільшу довжину гусениці, що дозволяло долати широкі окопи, які переважали на полях битв першої світової війни. Застосування цієї схеми робило неможливим розміщення зброї у баштах (через занадто велику загальну висоту). Тому основне озброєння було розміщене в спонсонах з боків танка.
Mark I мав компонування без чіткого поділу танка на відділення: двигун з трансмісією проходили через велику частину довжини танка, займаючи основну частину внутрішнього простору. По бортах від двигуна і трансмісії розташовувалися проходи і служили для розміщення озброєння спонсони, а в лобовій частині корпуса знаходилося відділення управління. Екіпаж танка складався з восьми осіб. Командир танка, зазвичай молодший лейтенант або лейтенант, також виконував функції стрільця лобового кулемета й, часом, — помічника водія, і з самим водієм знаходилися у відділенні управління зліва та справа відповідно. У кожному зі спонсонів розташовувалися навідник і заряджаючий (на «самцях»), або два кулеметника (на «самках»), а в проходах в кормовій половині корпусу знаходилися двоє помічників водія. Деколи в екіпаж додавався дев'ятий член, завданням якого було, перебуваючи в кормі танка, біля радіатора, з особистої зброї обороняти кормовий сектор танка від піхоти. Розрізняли 2 види танки Mark I — «самець» і «самка». Відзнаки «самця від самки» полягали як у масі, так і в наявності певних озброєнь. Так «самець» мав масу близько 28,5 тонн на озброєнні мав кулемет і дві 57-мм гармати. «Самка» важила на тонну менше і на озброєнні мала лише кулемети.

### Озброєння
На танках-«самцях» основне озброєння складали дві нарізні 57-мм гармати моделі Six Pounder, Single Tube, що були розроблені в 1915 році сухопутним варіантом скорострільної морської гармати, прийнятої на озброєння в 1885 році, 57-мм гармата мала вертикальний клиновий затвор, гідравлічний відкатник і пружинний накатник. Довжина ствола гармати становила 40 калібрів / 2 280 мм. Гармати розташовувались у спонсонах танка на тумбових установках, з обертовою частиною яких були пов'язані циліндричні щити, що закривали амбразуру спонсона. Наведення гармати здійснювалося за допомогою найпростішого плечового упору, без будь-яких механізмів; при цьому, так як навідник з кожного борту знаходився зліва від гармати, його положення обмежувало кути горизонтального наведення до 0…110° з правого борту і 245…355° з лівого. Для наведення гармати на ціль служив найпростіший телескопічний приціл. Боєкомплект гармати становив 334 унітарних пострілів, які розміщувалися в укладках у нижній частині спонсонів і стелажах між бічними стінками. Єдиним, спочатку, доступним снарядом до них був осколково-фугасний, з пороховим зарядом і донним підривником. Початкова швидкість цих снарядів становила 554 м/с, а максимальна дальність стрільби ними — 6 860 м, хоча ефективна обмежувалася приблизно 1 800 метрами. Максимальна скорострільність гармат становила 15-20 пострілів в хвилину.
Позаду гармат в спонсонах «самців» розташовувались два 7,7-мм кулемети «Гочкісс» M1909 з повітряним охолодженням ствола. Крім цього, на танках обох варіантів один такий кулемет розміщувався в лобовій частині танка й обслуговувався командиром, і, в деяких випадках, ще один кулемет встановлювався в кормі танка. Всі кулемети «Гочкісс» були знімними і вели вогонь через амбразури, що закриваються, в інший час, броневими кришками. На танках варіанту «самка» місце 57-мм гармат і кулеметів «Гочкісс» в спонсонах займали чотири 7,7-мм кулемети «Віккерс». Ці кулемети мали водяне охолодження стволів, які закривалися броньовими кожухами і розміщувалися на тумбових установках з поворотними щитами, схожими до установок 57-мм гармат. Кути наведення кулеметів були вибрані таким чином, щоб забезпечувати їм у сумі майже круговий обстріл, обмежений лише далеко винесеними гусеницями танка. Боєкомплект кулеметів становив 5 760 патронів для «самців» або 30 080 патронів для «самок», у стрічках по 320 штук. Крім цього, кожен член екіпажу мав револьвер для стрільби з якого в різних частинах танка були закриті броньовими кришками порти. Через малу рухливість танка й обмежені сектори обстрілу його основного озброєння, зброї особовому екіпажу відводилася важлива роль у ближній обороні танка.

### Засоби спостереження та зв'язку
Основним засобом спостереження за місцевістю для командира й водія були оглядові лючки у верхньому лобовому листі корпусу, що закривалися броньовими кришками й могли відкриватися або закриватися повністю, або залишати вузьку оглядову щілину. Крім цього у командира і водія були перископічні оглядові прилади в даху рубки, але за складності їх використання в бойових умовах, від них відмовилися. Інші члени екіпажу мали в своєму розпорядженні лише оглядові щілини в різних частинах танка. З внутрішньої сторони щілини закривалися захисним склом, але останнє легко розбивалося при обстрілі й танкісти часто отримували поранення від осколків або бризок свинцю через відкриті щілини.
Яких-небудь засобів внутрішнього зв'язку в танка не було, як і штатних засобів зовнішнього. Для зовнішнього зв'язку випробовувалися різні способи — сигнали прапорцями, лампою й подібними засобами, проте в умовах поганої видимості на полі бою, і особливо зсередини інших танків вони виявлялися малоефективними; на деяких танках застосовувалася голубина пошта, але голуби погано переносили умови всередині танка і часто гинули. Робилися спроби використовувати телефонний зв'язок через що прокладався танком кабель, але довжина останнього виявлялася абсолютно недостатньою. Єдиним надійним, але вкрай небезпечним засобом був зв'язок через піших посильних.

### Двигун і трансмісія
На Mark I встановлювався рядний 6-циліндровий безклапанний бензиновий карбюраторний двигун водяного охолодження, марки Daimler/Knight. Маючи робочий об'єм 13 літрів, двигун розвивав максимальну потужність у 105 к. с. при 1000 об/хв. Двигун встановлювався на рамі в середній частині корпусу, уздовж поздовжньої осі танка. Два паливних бака, ємністю 114 літрів кожен, розміщувалися по бортах від рубки в самій верхній частині танка, так як бензин подавався в двигун самопливом. При сильному нахилі танка під час руху, подача палива могла перериватися, і тоді одному з членів екіпажу доводилося вручну переливати пляшкою бензин з бака в карбюратор. Радіатор системи охолодження двигуна розміщувався в кормі танка зліва, а вихлопні труби виводилися на дах і не мали глушників.
До складу трансмісії Mark I входили:
- Карданний вал
- Головний фрикціон за типом конуса на феродовій підкладці
- Механічна двоступінчаста, з ковзаючими шестернями, головна коробка передач
- Черв'ячний редуктор
- Диференціал
- Дві бортові двоступеневі механічні коробки передач, об'єднані з диференціалом
- Два стрічкових гальма
- Дві ланцюгові передачі
- Два однорядних шестерних редуктора

В управлінні трансмісією брали участь одночасно 3-4 людини: водій, який керував головним фрикціоном і коробкою передач, а також координував дії інших; командир танка, який керував бортовими гальмами і один або обидва помічника водія, що відповідали за бортові коробки передач.

### Ходова частина
Задні колеса призначалися для управління танком. В одному з боїв колеса відстрелили, але танк не втратив керованості. Після цього задні колеса на танки не встановлювали.

## Бойове застосування
Танк надійшов на озброєння в серпні 1916 року. Вперше був використаний англійською армією проти німецьких військ 15 вересня 1916 року у Франції, у «Битві на Соммі». В ході бою з'ясувалося, що конструкція танка недостатньо відпрацьована — з 49 машин, які англійці підготували для атаки, на вихідні позиції висунулося тільки 32 (17 танків вийшли з ладу через неполадки), а з цих тридцяти двох, що почали атаку, 5 застрягли в болоті та 9 вийшли з ладу з технічних причин. І, все ж, навіть 18 танків, що залишилися, змогли просунутися вглиб оборони на 5 км, причому втрати англійців у цій наступальній операції виявилися в 20 разів менше звичайних.
Танк долав дротяні загородження і траншеї шириною 2,7 метра. Броня тримала попадання куль і осколків снарядів, але не могла витримувати прямого попадання снаряда.
Хоча через малу кількість танків фронт не вдалося прорвати остаточно, новий вид бойової техніки показав свої можливості і з'ясувалося, що танки мають велике майбутнє. У перший час після появи танків на фронті німецькі солдати боялися їх панічно.
У 1917 році танки Mark 1, що використовувалися у танковій школі, були вдосконалені (був прибраний гостроверхий дах та задні рульові колеса) і відправлені в Палестину. Війська в Газі отримали ці танки замість обіцяних нових танків Mk III. Оскільки німецькі союзники вже повідомили про танки туркам, то ті не злякалися появи цих машин на полі бою і навіть змогли з допомогою артилерії підбити кілька танків. У результаті британцям довелося терміново міняти тактику застосування цих машин. Незважаючи на те що ці машини не вплинули на хід війни на Близькому Сході, тим не менш, після зміни тактики вони діяли досить ефективно.

## Галерея

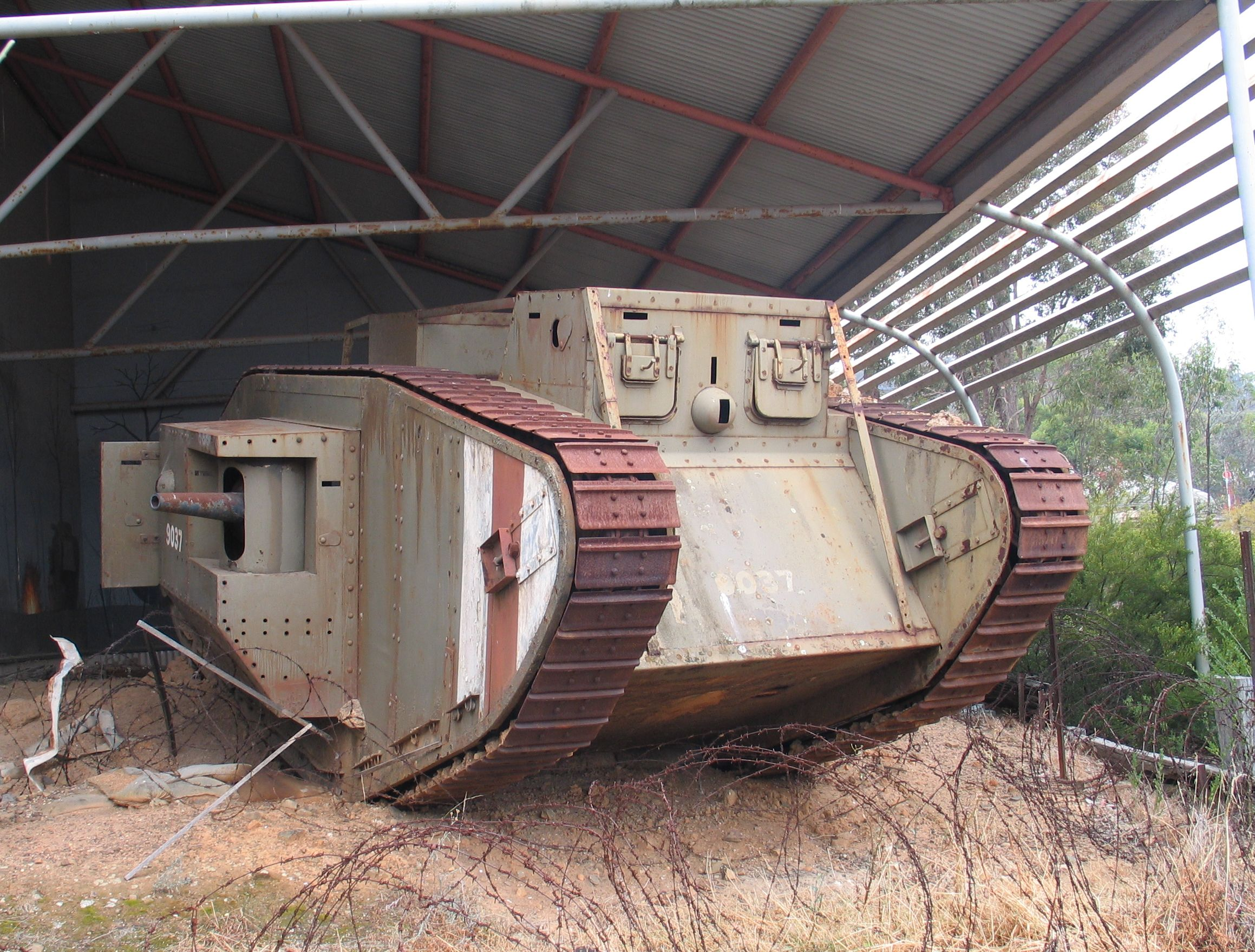
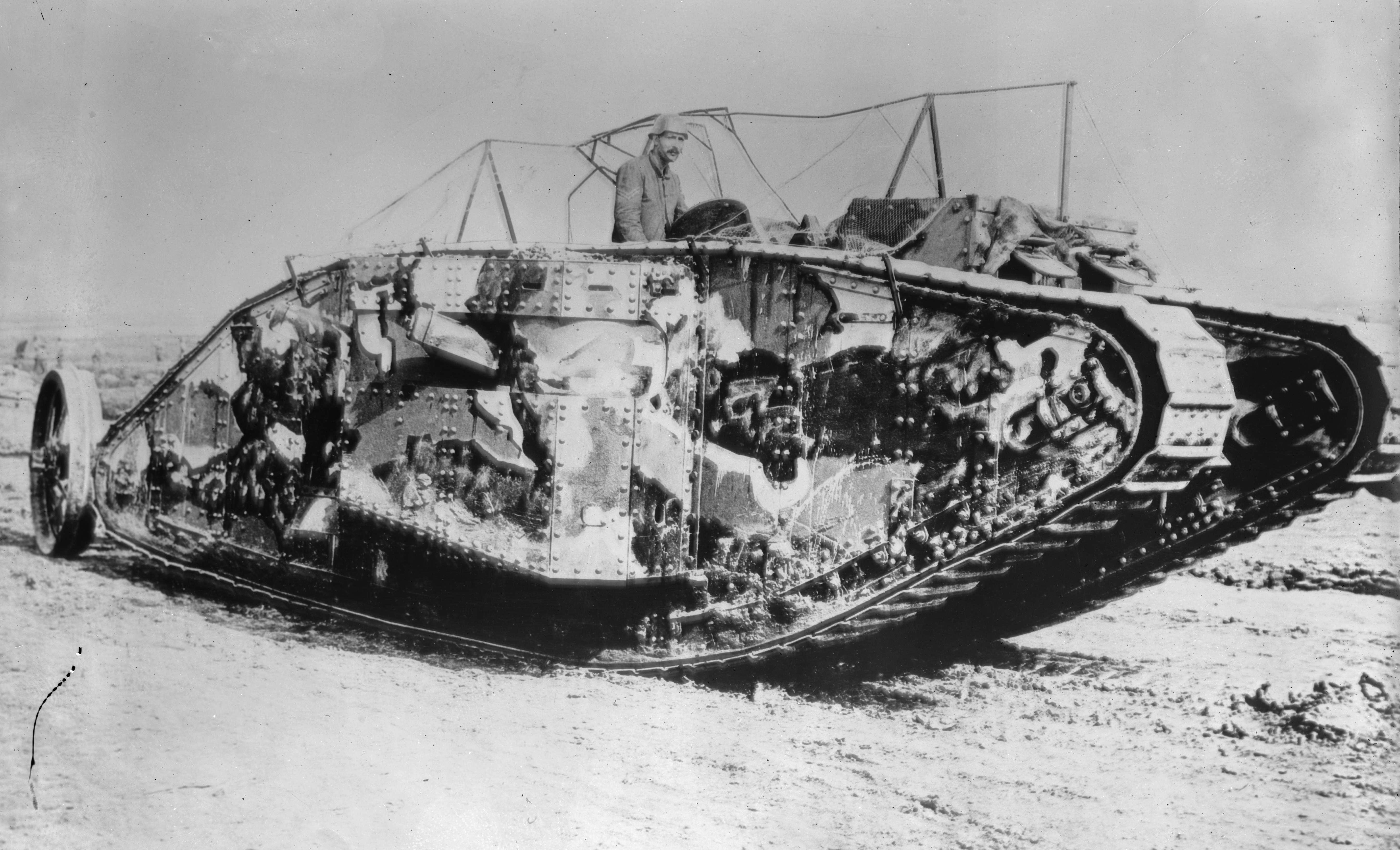